# Departamento Guasayán
Guasayán es uno de los 27 departamentos en los que se divide la provincia de Santiago del Estero (Argentina).

## Superficie y límites
Posee 2588 km² y limita al norte con el departamento Río Hondo, al este con el departamento Capital, al sur con el departamento Choya y al oeste con las provincias de Catamarca y Tucumán.
La ley provincial N.º 353, que fue sancionada el 11 de noviembre de 1911, dividió el territorio de la provincia en departamentos, estableciendo los siguientes límites para el Departamento Guasayán:

Lo constituye el actual Departamento de este nombre aumentado al Este con la parte de hoy Jiménez segundo hasta una línea que corra por el límite (Nacienda) de Doña Luisa, Chacras y Palma - Pozo y Oeste de Tunas – Puncu y disminuido en toda la parte al Este de una línea desde Tronco – Yuraj hasta Blanco – Corral, y siguiendo después el camino que pasa por Quebrachito y Helena. Esta parte, inclusive los lugares nombrados, se agrega a la Capital.
 Sus límites son: al Norte el Departamento Río Hondo; el Este el Departamento Capital; al Sur los Departamentos Choya y Silípica, y al Oeste las Provincias de Tucumán y Catamarca.
 La Capital es la Estación San Pedro del F.C.C.C.

## Distritos
La ley provincial que fue sancionada el 3 de agosto de 1887 dividió el territorio del departamento entre los distritos de: San Pedro, Ahí Veremos, Las Juntas, Guampacha, Tala Arroyo, Vizcacheral, Tronco Yuraj, Galpoa. La asignación de localidades a cada distrito fue asignada al Poder Ejecutivo.
La ley provincial N.º 260, que fue sancionada el 19 de agosto de 1910, dividió el territorio del departamento en dos secciones, cada una dividida entre los siguientes distritos:
Primera Sección
- San Pedro
- Lavalle
- Tres Cerros
- Los Correas
- Puesto del Medio
- Agujereado
- Morán
- San Lorenzo
- Cadillo
- Guasayán
- Ahí Veremos
- Pampa Pozo
- Pozancón
- Calera
- Tableado

Segunda Sección
- Juntas
- Guampacha
- Tala Arroy
- Nueva Carlina
- Galpón
- Vizcacheral
- Doña Luisa

## Sismos de Santiago del Estero
El 1 de enero de 2011 (14 años), 21 de febrero y el 2 de septiembre de 2011, varias extensas áreas fueron epicentro de sismos de 7,0; 5,9; y 6,9 grados en la escala de Richter, aunque sin causar daños ni víctimas, pues se registraron a profundidades de 600 km; y los movimientos telúricos llegaron a sacudir edificios altos en varias provincias, incluyendo la ciudad de Buenos Aires.

### Sismicidad
La sismicidad del área de Santiago del Estero es frecuente y de intensidad baja, y un silencio sísmico de terremotos medios a graves cada 40 años.
El 4 de julio de 1817 (207 años), sismo de 1817 de 7,0 Richter, con máximos daños reportados al centro y norte de la provincia, donde se desplomaron casas y se produjo agrietamiento del suelo, los temblores duraron alrededor de una semana. Se estimó una intensidad de VIII grados Mercalli. Hubo licuefacción con grandes cantidades de arena en las fisuras de hasta 1 m de ancho y más de 2 m de profundidad. En algunas de las casas sobre esas fisuras, el terreno quedó cubierto de más de 1 dm de arena.
Aunque la actividad geológica ocurre desde épocas prehistóricas, el sismo del 20 de marzo de 1861 (163 años) señaló un hito importante dentro de la historia de eventos sísmicos argentinos ya que fue el más fuerte registrado y documentado en el país. A partir del mismo la política de los sucesivos gobiernos provinciales y municipales han ido extremando cuidados y restringiendo los códigos de construcción. Pero solo con el terremoto de San Juan del 15 de enero de 1944 (81 años) los Estados provinciales tomaron real estado de la gravedad sísmica de la región.